# Červený Kameň
Červený Kameň (in ungherese Vöröskő, in tedesco Rothenstein) è un comune della Slovacchia facente parte del distretto di Ilava, nella regione di Trenčín.